# Arthroleptis nikeae
Arthroleptis nikeae е вид земноводно от семейство Arthroleptidae. Видът е критично застрашен от изчезване.

## Разпространение
Разпространен е в Танзания.